# Georgii Reshtenko
Georgii Reshtenko (* 19. prosince 2002, Petrohrad, Rusko) je český krasobruslař soutěžící v kategorii mužů. Od roku 2017 reprezentuje Českou republiku. Je mistrem České republiky (2024), dvakrát stříbrný medailista na Mistrovství České republiky (2022, 2023) a účastník Mistrovství světa (2023).

## Sportovní kariéra
Georgii začal s krasobruslením v roce 2006 ve věku 3 let.
Ve 9 letech přešel do skupiny Evgenije Rukavitsyna, kde se jeho trenérem stal Roman Usatov. V roce 2015 vyhrál Mistrovství Petrohradu v krasobruslení. V roce 2017 se stal mistrem Severozápadního regionu Ruska a kandidátem na Mistra sportu Ruska.
Spolu se svou rodinou se v roce 2017 přestěhoval do Prahy, kde začal reprezentovat Českou republiku. Jeho prvním trenérem v Praze byl Jakub Štrobl. V roce 2019 vstoupil do akademie krasobruslení Tomáše Vernera. Od roku 2019 ho trénoval Michal Matloch. Když závodil za Českou republiku, účastnil se mezinárodních soutěží a mistrovství čtyř zemí.
V současné době Georgii trénuje pod vedením Michala Březiny ve městě Irvine.

## Přehled výsledků
| Soutěž \ Sezóna               | 2018–19           | 2019–20           | 2020–21           | 2021–22           | 2022–23           | 2023-24           |
| ISU Championships             | ISU Championships | ISU Championships | ISU Championships | ISU Championships | ISU Championships | ISU Championships |
| ----------------------------- | ----------------- | ----------------- | ----------------- | ----------------- | ----------------- | ----------------- |
| Mistrovství světa             |                   |                   |                   |                   | 34                |                   |
| Jr Worlds                     |                   |                   |                   | 11                |                   |                   |
| Mistrovství Evropy            |                   |                   |                   |                   | 26                | 9                 |
| Other Internationals          |                   |                   |                   |                   |                   |                   |
| Alpen Tr.                     | 23                |                   |                   |                   |                   |                   |
| Challenge Cup                 |                   |                   | 14                |                   |                   |                   |
| Christmas Cup                 | 6                 |                   |                   |                   |                   |                   |
| Cranberry Cup                 |                   |                   |                   |                   |                   | 11                |
| Finlandia                     |                   |                   |                   |                   |                   | WD                |
| Golden Spin                   | 20                | 18                |                   | 9                 |                   |                   |
| Lombardia                     |                   |                   |                   |                   |                   | 9                 |
| Prague                        | 7J                | 2J                |                   |                   |                   |                   |
| Santa Cup                     |                   |                   | 4                 |                   |                   |                   |
| D.Ten Memorial                |                   |                   |                   | 8                 |                   |                   |
| Triglav Tr.                   |                   |                   |                   |                   | 5                 |                   |
| Warsaw Cup                    |                   |                   |                   | 21                |                   |                   |
| Junior Grand Prix             |                   |                   |                   |                   |                   |                   |
| JGP RUS                       |                   | 13J               |                   |                   |                   |                   |
| JGP SLO                       |                   |                   |                   | 5J                |                   |                   |
| JGP SVK                       |                   |                   |                   | 11J               |                   |                   |
| Nationals                     |                   |                   |                   |                   |                   |                   |
| Four Nationals                | 8                 | 6                 | 5                 | 2                 | 7                 | 2                 |
| Mistrovství České republiky   | 6                 | 6                 |                   | 2                 | 2                 | 1                 |
| TBD = Assigned; WD = Withdrew |                   |                   |                   |                   |                   |                   |